# Episodi di Last Cop - L'ultimo sbirro (prima stagione)
La prima stagione della serie televisiva Last Cop - L'ultimo sbirro è stata trasmessa in prima visione in Germania da Sat.1 dal 12 aprile al 2 agosto 2010.
In lingua italiana, la stagione è stata trasmessa in prima visione in Italia da Rai 1 dal 3 luglio al 7 agosto 2012; nella trasmissione in Italia, è stato inizialmente censurato l'episodio 7 (tale episodio è stato poi recuperato l'anno successivo, con le repliche sul canale Rai Premium). In Svizzera la stagione è stata trasmessa per la prima volta da RSI LA1 dal 16 aprile al 1º maggio 2013; anche in questo caso, l'episodio 7 è stato oggetto di censura.
| nº | Titolo originale           | Titolo italiano            | Prima TV Germania | Prima TV Italia |
| -- | -------------------------- | -------------------------- | ----------------- | --------------- |
| 1  | Die letzte Runde           | Il risveglio               | 12 aprile 2010    | 3 luglio 2012   |
| 2  | Der Weihnachtsmann ist tot | La morte di Babbo Natale   | 19 aprile 2010    | 3 luglio 2012   |
| 3  | Überlebenstraining         | Corso di sopravvivenza     | 26 aprile 2010    | 10 luglio 2012  |
| 4  | Nachtschicht               | Turno di notte             | 3 maggio 2010     | 10 luglio 2012  |
| 5  | Im Schatten von Feng-Shui  | Il segreto del Feng Shui   | 10 maggio 2010    | 17 luglio 2012  |
| 6  | Der verlorene Sohn         | Il figlio perduto          | 17 maggio 2010    | 17 luglio 2012  |
| 7  | Ich habe sie alle gehabt   | Il macho del mese          | 31 maggio 2010    | 3 ottobre 2013  |
| 8  | Das Runde muss ins Eckige  | Calcio di punizione        | 7 giugno 2010     | 24 luglio 2012  |
| 9  | Fremdgehen für Anfänger    | Sotto copertura            | 5 luglio 2010     | 24 luglio 2012  |
| 10 | Gepflegter Tod             | Un trattamento particolare | 12 luglio 2010    | 31 luglio 2012  |
| 11 | Klassentreffen             | Festa di classe            | 19 luglio 2010    | 31 luglio 2012  |
| 12 | Bei Kuscheln Mord          | Coccole mortali            | 26 luglio 2010    | 7 agosto 2012   |
| 13 | Ein Stern über Essen       | Una decisione sofferta     | 2 agosto 2010     | 7 agosto 2012   |

## Il risveglio
- Titolo originale: Die letzte Runde
- Diretto da: Michael Wenning
- Scritto da: Stefan Scheich, Robert Dannenberg

### Trama
Michael "Mick" Brisgau è un poliziotto che si risveglia dal coma dopo 20 anni, e, tornato al lavoro, inizia le indagini su un uomo trovato morto in un bidone, insieme al suo nuovo collega, Andreas Kringge. Il loro rapporto non è subito dei migliori. Nel frattempo Mick rincontra il suo ex collega, Martin Ferchert, che ora è il suo capo.
Mick viene a sapere che sua moglie Lisa ha una relazione con il medico legale della sua divisione, Roland Meisner.
Al distretto, vista la sua particolare situazione, viene affidato a una psicologa, Tanja Haffner, ma inizialmente non vuole partecipare alle sedute terapeutiche.
Indagando sulla palestra che frequentava prima del coma, rivede Achi, un suo vecchio amico ed ex gestore della palestra.
Intanto i sospetti dell'omicidio ricadono sul padre del testimone che mandò in galera il morto.
Con grande personalità, Mick continua la sua indagine e scopre che il colpevole è il suo amico Achi.
Lisa vuole fargli conoscere sua figlia Isabelle che lui ha visto per l'ultima volta quando aveva pochi mesi.
- Ascolti Italia: telespettatori 3.151.000 – share 15,08%[3]

## La morte di Babbo Natale
- Titolo originale: Der Weihnachtsmann ist tot
- Diretto da: Michael Wenning
- Scritto da: Anna Dokoupilova

### Trama
Mick e Andreas indagano sulla morte di un uomo vestito da Babbo Natale trovato morto in un camino. Nel frattempo Mick acquista un cellulare e impara ad usare Google. Mick e Andreas scoprono che l'uomo ha due famiglie, e che l'assassino è il figlio maggiore avuto dalla prima relazione. Mick rivede, dopo vent'anni, sua figlia Isabelle, ormai cresciuta.
- Ascolti Italia: telespettatori 2.802.000 – share 14,44%[3]

## Corso di sopravvivenza
- Titolo originale: Überlebenstraining
- Diretto da: Michael Wenning
- Scritto da: Katja Töner

### Trama
Durante un corso di sopravvivenza nei boschi rivolto a manager bancari, il più basso in grado di loro viene ucciso con un'arma da softair modificata. Intanto Mick cerca la sua vecchia Opel Diplomat B.
- Ascolti Italia: telespettatori 2.943.000 – share 14.48%[4]

## Turno di notte
- Titolo originale: Nachtschicht
- Diretto da: Sebastian Vigg
- Scritto da: Michael Illner

### Trama
Le indagini sullo strangolamento di un'infermiera partono dai molti nemici che la donna si era fatta denunciando i casi di maltrattamenti domestici che le capitava di osservare al lavoro.
- Ascolti Italia: telespettatori 2.703.000 – share 14.37%[4]

## Il segreto del Feng Shui
- Titolo originale: Im Schatten von Feng-Shui
- Diretto da: Sebastian Vigg
- Scritto da: Arne Nolting, Jan Martin Scharf

### Trama
Un designer specializzato in Feng shui viene trafitto con una spada. La lista dei sospettati è molto lunga, considerato che l'uomo aveva sedotto molte donne sposate.
- Ascolti Italia: telespettatori 2.989.000 – share 14,54%[5]

## Il figlio perduto
- Titolo originale: Der verlorene Sohn
- Diretto da: Dennis Satin
- Scritto da: Anna Dokoupilova

### Trama
Dalle acque del Reno viene ripescato il cadavere di un uomo che si era da poco riconciliato con il proprio genitore dopo quindici anni di silenzio. Lisa chiede il divorzio a Mick.
- Ascolti Italia: telespettatori 2.853.000 – share 15,14%[5]

## Il macho del mese
- Titolo originale: Ich habe sie alle gehabt
- Diretto da: Dennis Satin
- Scritto da: Boris Dennulat, Matthias Tuchmann

### Trama
Un produttore di film pornografici viene ucciso, mentre il suo logo viene sfregiato con un simbolo di difficile interpretazione. Oltre ad indagare sul delitto, Mick fa qualche ricerca anche sul nuovo ragazzo di Isabelle.

## Calcio di punizione
- Titolo originale: Das Runde muss ins Eckige
- Diretto da: Sebastian Vigg
- Scritto da: Katja Töner

### Trama
Una calciatrice viene strangolata negli spogliatoi della squadra in cui si è recentemente trasferita, poco tempo dopo essere stata minacciata da una dirigente del suo ex club. 
- Ascolti Italia: telespettatori 3.260.000 – share 14,96%[6]

## Sotto copertura
- Titolo originale: Fremdgehen für Anfänger
- Diretto da: Sebastian Vigg
- Scritto da: Arne Laser, Meriko Gehrmann

### Trama
Una pattuglia ferma un ladro di computer che, ignaro, stava trasportando un cadavere sul tetto del suo furgone. La vittima lavorava per un'agenzia di appuntamenti particolarmente solerte nell'aiutare i suoi clienti sposati a nascondere le loro scappatelle. Intanto Tanja passa un brutto periodo sul fronte della sua vita privata.
- Ascolti Italia: telespettatori 2.872.000 – share 14,49%[6]

## Un trattamento particolare
- Titolo originale: Gepflegter Tod
- Diretto da: Sebastian Vigg
- Scritto da: Jörg Alberts, Frank Koopmann, Susanne Wiegand

### Trama
In una spa un dirigente medico viene trovato morto all'interno di una vasca di galleggiamento, con un paio di forbici piantate in corpo. Per sfortuna di Andreas si tratta dello stesso luogo in cui ha recentemente portato Isabelle e il personale si ricorda molto bene della coppia.
- Ascolti Italia: telespettatori 2.822.000 – share 13,75%[7]

## Festa di classe
- Titolo originale: Klassentreffen
- Diretto da: Michael Wenning
- Scritto da: Robert Dannenberg, Stefan Scheich

### Trama
Nel corso di una festa tra gli ex compagni di classe di Mick, uno di loro muore. Le analisi rivelano che i medicinali che l'uomo assumeva erano stati sostituiti. Quando Mick viene a sapere che la relazione tra Andreas e sua figlia Isabelle va avanti da più tempo di quanto creda, il rapporto di fiducia col collega si incrina a tal punto che Ferchert e Tanja devono prendere in considerazione la possibilità di separarli.
- Ascolti Italia: telespettatori 2.527.000 – share 13,95%[7]

## Coccole mortali
- Titolo originale: Bei Kuscheln Mord
- Diretto da: Michael Wenning
- Scritto da: Boris Dennulat, Matthias Tuchmann

### Trama
Una donna smette di respirare durante una sessione terapeutica di coccole di gruppo, mentre uno dei partecipanti scompare senza lasciare traccia. Mick ha molte difficoltà a rispettare l'appuntamento dal giudice per la formalizzazione del divorzio da Lisa.
- Ascolti Italia: telespettatori 2.628.000 – share 14,11%[8]

## Una decisione sofferta
- Titolo originale: Ein Stern über Essen
- Diretto da: Michael Wenning
- Scritto da: Katja Töner

### Trama
Mentre indaga sull'omicidio di uno chef stellato, Mick deve fronteggiare le continue richieste dei suoi amici di partecipare al matrimonio di Lisa e Meisner.
- Ascolti Italia: telespettatori 2.277.000 – share 13,47%[8]